# Zegro
Zegro-Centrum Rotterdam B.V., mieux connu sous le nom Zegro, est une chaîne de commerce de gros libre-service néerlandais créée en 1972 à Rotterdam. La chaîne compte actuellement plus de 180 employés et est l'un des plus importants grossistes dans la région du Rijnmond.
Comme Makro, les magasins Zegro sont uniquement ouverts aux entreprises qui doivent être membres inscrits, afin de pouvoir entrer et faire des achats dans le magasin.

## Histoire
La chaîne de magasins Zegro fut créé en 1972 par Wout Prins à Rotterdam. 
Le 1er janvier 2010, Léon Van Bokkem est devenu le directeur général de l'entreprise avec William Domenech comme directeur commercial, l'ancien DG de l'entreprise était jusqu'à 2010 Leon Prins.